# Nyingchi
Nyingchi  (en tibetano: ཉིང་ཁྲི, wylie: nying khri, ZWPY: Nyingchi) también conocida por su nombre chino de Linzhi (en chino, 林芝; pinyin, Línzhī) es una ciudad-prefectura en el sureste de la región autónoma del Tíbet, República Popular China. El gobierno chino afirma que está en partes del estado indio en disputa Arunachal Pradesh, lo cual genera una controversia. Situada a 3000 metros sobre el nivel del mar. Su área es de 114 215 km² y su población total es de unas 195 109 (2010). En marzo de 2015 se le otorgó la categoría de ciudad-prefectura.
A la ciudad de Nyingchi también se la conoce como "la Suiza del Tíbet".
En la ciudad-prefectura de Nyingchi se encuentra el gran cañón del río Yarlung Tsangpo, considerado el último lugar limpio del planeta. Gracias a su aislamiento y difícil acceso, este cañón, el más profundo de la tierra, alberga una rica fauna y flora.

## Toponimia
Nyingchi significa "la gran sede del sol" en tibetano, este nombre se transcribe al chino como Nichi (尼池), pero debido a que suena igual que Nichi (泥池 estanque de barro) los locales propusieron hacer un cambio. Decidieron cambiar Ni (尼) por Lin (林 bosque) debido a sus exuberantes bosques, y Chi (池) por Zhi (芝), una forma abreviada de decir ling-zhi, un hongo que crece en estos bosques. El plan fue aprobado unánimemente por todos y Linzhi se usa como una transliteración del nombre tibetano.

## Administración
La ciudad-prefectura de Nyingchi se divide en 7 localidades que se administran en 1 distrito urbano, 1 ciudad suburbana y 5 condados.
- Distrito Bayi (sede de gobierno)
- Ciudad Mainling
- Condado Gongbo'gyamda
- Condado Mêdog
- Condado Bomê
- Condado Zayü
- Condado Nang

## Clima
La región montañosa de Nyingchi tiene un clima subtropical húmedo. La lluvia es mucha en comparación a otras áreas del Tíbet.
| Parámetros climáticos promedio de Nyingchi | Parámetros climáticos promedio de Nyingchi | Parámetros climáticos promedio de Nyingchi | Parámetros climáticos promedio de Nyingchi | Parámetros climáticos promedio de Nyingchi | Parámetros climáticos promedio de Nyingchi | Parámetros climáticos promedio de Nyingchi | Parámetros climáticos promedio de Nyingchi | Parámetros climáticos promedio de Nyingchi | Parámetros climáticos promedio de Nyingchi | Parámetros climáticos promedio de Nyingchi | Parámetros climáticos promedio de Nyingchi | Parámetros climáticos promedio de Nyingchi | Parámetros climáticos promedio de Nyingchi |
| Mes                                        | Ene.                                       | Feb.                                       | Mar.                                       | Abr.                                       | May.                                       | Jun.                                       | Jul.                                       | Ago.                                       | Sep.                                       | Oct.                                       | Nov.                                       | Dic.                                       | Anual                                      |
| ------------------------------------------ | ------------------------------------------ | ------------------------------------------ | ------------------------------------------ | ------------------------------------------ | ------------------------------------------ | ------------------------------------------ | ------------------------------------------ | ------------------------------------------ | ------------------------------------------ | ------------------------------------------ | ------------------------------------------ | ------------------------------------------ | ------------------------------------------ |
| Temp. máx. abs. (°C)                       | 16.3                                       | 20.2                                       | 20.8                                       | 25.3                                       | 27.0                                       | 28.3                                       | 30.3                                       | 29.5                                       | 27.6                                       | 24.0                                       | 19.9                                       | 16.0                                       | '                                          |
| Temp. máx. media (°C)                      | 8.3                                        | 9.5                                        | 13.0                                       | 16.4                                       | 19.2                                       | 21.4                                       | 22.1                                       | 22.0                                       | 20.3                                       | 17.3                                       | 13.4                                       | 9.8                                        | 16.1                                       |
| Temp. media (°C)                           | 0.5                                        | 2.3                                        | 5.5                                        | 8.5                                        | 11.8                                       | 14.8                                       | 15.8                                       | 15.3                                       | 13.5                                       | 10.0                                       | 5.2                                        | 1.4                                        | 8.7                                        |
| Temp. mín. media (°C)                      | −5.0                                       | −2.7                                       | 0.6                                        | 3.4                                        | 6.7                                        | 10.3                                       | 11.5                                       | 11.0                                       | 9.5                                        | 5.3                                        | −0.6                                       | −4.4                                       | 3.8                                        |
| Temp. mín. abs. (°C)                       | −13.7                                      | −11.3                                      | −8.7                                       | −4.2                                       | −1.6                                       | 3.5                                        | 4.4                                        | 5.0                                        | 1.0                                        | −4.8                                       | −8.3                                       | −11.6                                      | '                                          |
| Precipitación total (mm)                   | 1.6                                        | 4.4                                        | 17.0                                       | 47.1                                       | 74.3                                       | 125.2                                      | 133.9                                      | 123.3                                      | 114.6                                      | 39.9                                       | 5.3                                        | 1.4                                        | 688                                        |
| Días de precipitaciones (≥ 0.1 mm)         | 2.8                                        | 6.0                                        | 11.5                                       | 17.3                                       | 19.6                                       | 23.0                                       | 22.8                                       | 21.5                                       | 22.2                                       | 14.0                                       | 4.0                                        | 1.7                                        | 166.4                                      |
| Fuente: Weather China                      |                                            |                                            |                                            |                                            |                                            |                                            |                                            |                                            |                                            |                                            |                                            |                                            |                                            |